# Huludao
Huludao is een stad in de gelijknamige prefectuur in de provincie Liaoning van China. Bij de volkstelling van 2020 had de stad 764.241 inwoners, de gehele prefectuur had 2.434.194 inwoners.